# Rechtsordnung
Als Rechtsordnung oder Rechtssystem bezeichnet man die Gesamtheit des gültigen objektiven Rechts in dessen Anwendungsbereich, beispielsweise das Recht eines Staates. Neben dem durch die Legislative gesetzten Recht (Rechtsetzung) gehört zur staatlichen Rechtsordnung als Summe aller Rechtssätze auch das Gewohnheitsrecht und die Gesetzesauslegung durch die Judikative (Rechtspflege), sodann die zwangsweise Durchsetzung des Rechts mit Hilfe der Staatsgewalt (insbesondere durch die Polizei oder den Gerichtsvollzieher, der auch privatrechtliche Ansprüche durchsetzt).
Recht, das durch staatliches Gewaltmonopol garantiert und durchsetzbar ist, unterscheidet sich von vorstaatlichen („primitiven“) Rechtsordnungen, die lediglich auf Moral, Sitte und Tradition beruhen, deren Ansprüche und Pflichten also nicht über eine unabhängige zentrale Staatsgewalt durchgesetzt werden können. Auch das Völkerrecht stellt eine vorstaatliche Ordnung dar: „Das sogenannte Völkerrecht ist lediglich primitives Recht auf internationaler Ebene.“ Die Rechtsordnung eines Rechtsgebietes steht in Wechselbeziehungen (Dialektik) zu der Wirtschaftsordnung und insgesamt zu der Gesellschaftsordnung der darin lebenden Menschen.

## Struktur
Die religiös motivierten Bürgerkriege in Europa führten in der frühen Neuzeit zu der Forderung nach einer friedenssichernden Gewalt, um ein verlässlich geordnetes Zusammenleben zu gewährleisten (Thomas Hobbes). Die dazu notwendige Widerspruchsfreiheit des staatlichen Rechts wird zunächst durch die übergeordnete staatliche Verfügungsmacht über das Recht (Jean Bodin) – die „Kompetenzenhoheit“ – und des Weiteren durch einen „Stufenbau“ der Regelungsbefugnisse (Kompetenzen) gesichert. So begründen übergeordnete Kompetenzen die nachgeordneten Kompetenzen (z. B. begründet die Staatsverfassung die Kompetenz des Gesetzgebers, Gesetze begründen die Kompetenzen der Verordnungsgeber). Auch pflichtenbegründende Einzelakte, also Verwaltungs- und Rechtsprechungsakte, und selbst private Rechtsgeschäfte (Akte der Privatautonomie) erhalten ihre Rechtsverbindlichkeit durch eine in solcher Weise begründete rechtliche Ermächtigung. Die Rangordnung der Kompetenzen bestimmt die Rangordnung des Rechts, das auf Grund dieser Kompetenzen erlassen wird. Auf diese Weise bildet die Stufenordnung der Kompetenzen das Rückgrat der insgesamt widerspruchsfreien Struktur einer staatlichen Rechtsordnung.
Daraus, wie die Kompetenzen in einem Staat verteilt sind, ergeben sich wichtige Eigenschaften eines Staates. Werden sie ausgewogen auf Organe der Gesetzgebung, der Regierung und Verwaltung und der Gerichtsbarkeit aufgeteilt, so entsteht ein ausbalanciertes System der Gewaltenteilung und Gewaltenkontrolle. Gewaltenteilung und gerichtliche Kontrollkompetenzen über Akte der Staatsgewalt sind wichtige Bedingungen der Rechtsstaatlichkeit.

## Ausgestaltung

### Allgemein
In den meisten Rechtsordnungen des kontinentaleuropäischen Rechtskreises werden Rechtsnormen systematisch vier Bereichen zugeordnet:
- Verfassungsrecht
- Öffentliches Recht
- Strafrecht
- Privatrecht

Naturrecht und ordre public als überpositives Recht stellen gewissermaßen übergeordnete Ordnungskriterien bereit, an denen sich eine Rechtsordnung zu messen hat, werden allerdings in den einzelnen Rechtsordnungen zum Teil auch ihrerseits wieder unterschiedlich bestimmt oder ausgelegt. Ob das Völkerrecht eine global gültige Rechtsordnung darstellt, ist wissenschaftlich und international umstritten.
Neben den Rechtsnormen stehen Moral- und Gewissensnormen. Moralnormen sind nichtstaatliche soziale Verhaltensregeln; Gewissensnormen sind Normen und Maßstäbe, die der Einzelne für sich persönlich als verbindlich betrachtet.

### Deutschland
Als Rechtsnormen im vorbeschriebenen Sinne gelten im deutschen Recht
- Verfassungsnormen, die in den Artikeln des Grundgesetzes sowie der Landesverfassungen geregelt sind;
- einfachgesetzliche Normen, wie z. B. das BGB oder das StGB;
- Verordnungen;
- Satzungen des öffentlichen Rechts.

Neben den Gesetzen gibt es noch einige andere Rechtsquellen. So haben beispielsweise Urteile des Bundesverfassungsgerichts in den Fällen des § 31 Abs. 2 BVerfGG Gesetzeskraft. Ob anderen Gerichtsurteilen der Status einer Rechtsquelle zukommt (so genanntes Richterrecht), ist umstritten und wird im deutschen anders als im angelsächsischen Rechtskreis (Case Law) traditionell eher verneint. Das ungeschriebene Gewohnheitsrecht gehört ebenfalls zur Rechtsordnung.
In Deutschland kann man zusammenfassend zwei Rechtsgebiete unterscheiden: Einmal das öffentliche Recht, zu dem auch das Staatsrecht und das Strafrecht gezählt werden, und dann das Privatrecht, zu dem das Zivilrecht sowie das sonstige Privatrecht oder Sonderprivatrecht (Handelsrecht und andere Bereiche, teilweise auch das Arbeitsrecht) gehören. Zentralwerk des Zivilrechts ist das Bürgerliche Gesetzbuch (BGB). Man kann auch das übergeordnete Verfassungsrecht und das Strafrecht verselbständigen. Die Einteilung der Rechtsnormen und der Rechtsgebiete soll aber keine Theorie bleiben. Praktisch muss diese Diskussion für den rechtssuchenden Menschen selbst umsetzbar sein. So hat der demokratische Gesetzgeber daraus Garantien für den jeweiligen unterschiedlichen gerichtlichen Rechtsschutz zu geben. Eine solche Garantieordnung ist eine der wichtigsten Grundvoraussetzungen für einen funktionierenden Rechtsstaat.